# Fleury-sur-Loire
Fleury-sur-Loire település Franciaországban, Nièvre megyében. Lakosainak száma 228 fő (2022. január 1.). Fleury-sur-Loire Béard, Avril-sur-Loire, Druy-Parigny, Luthenay-Uxeloup és Neuville-lès-Decize községekkel határos.

## Népesség
A település népességének változása:
| Lakosok száma | 241  | 237  | 238  | 229  | 228  | 227  | 224  | 227  | 228  |
|               | 2013 | 2015 | 2016 | 2017 | 2018 | 2019 | 2020 | 2021 | 2022 |